# 역수익률 곡선

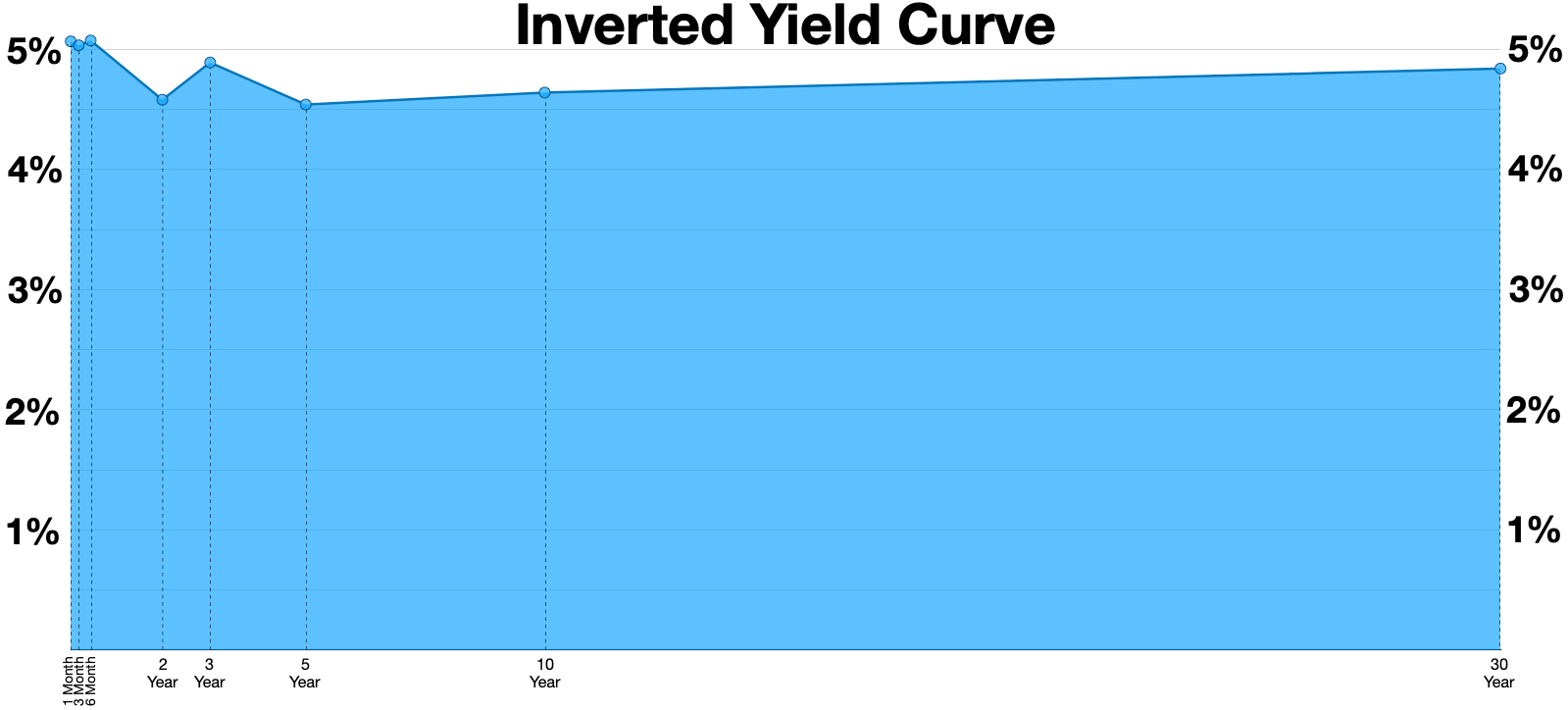
2006년 12월의 역수익률 곡선

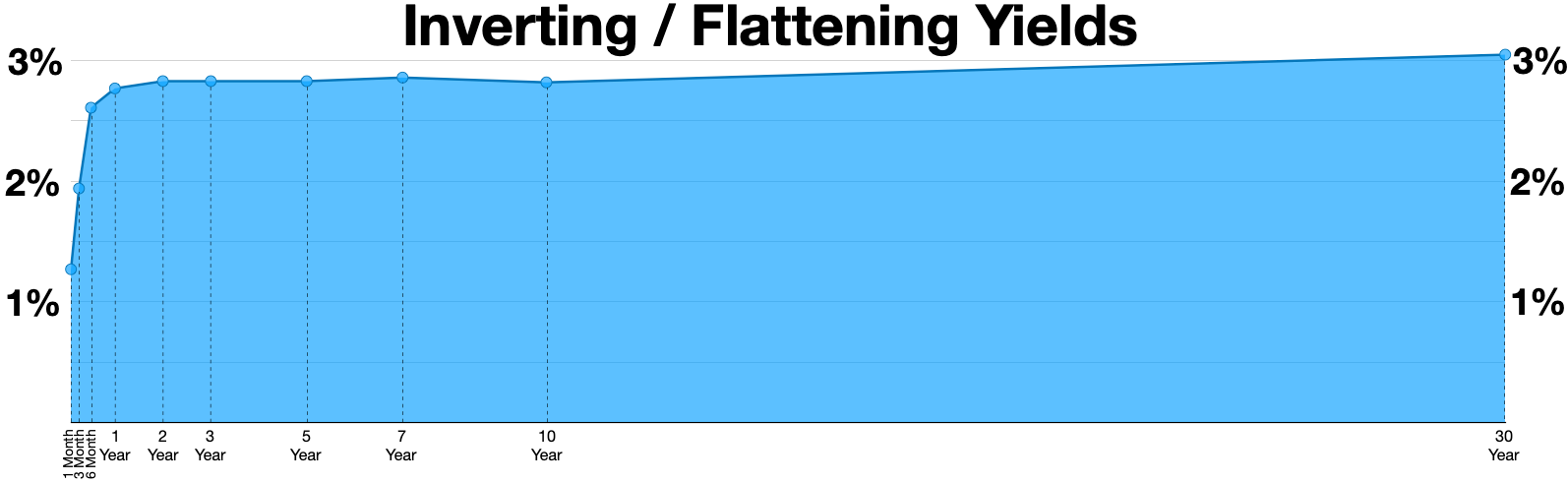
2022년 7월 6일의 역전/평탄화 수익률

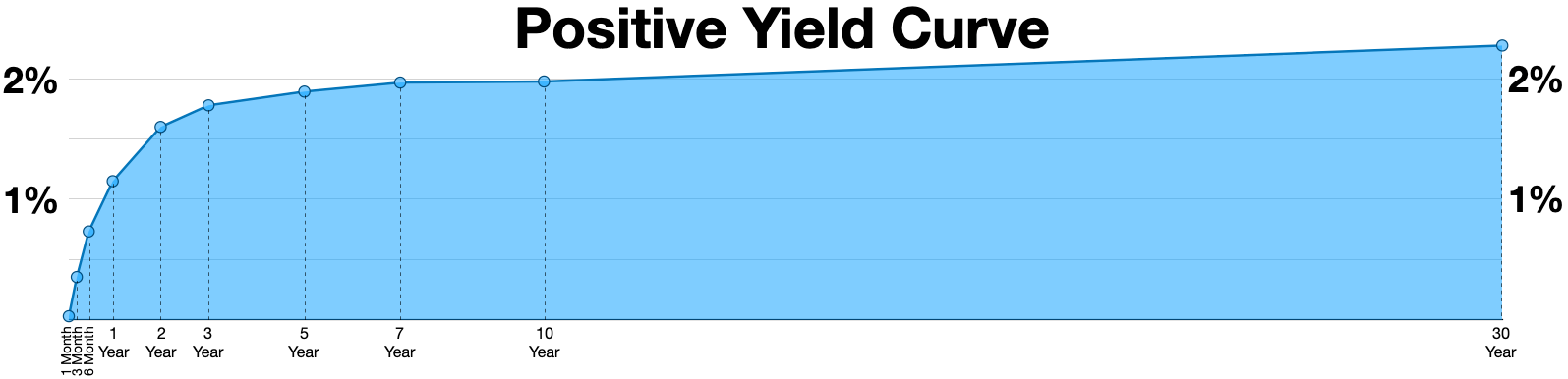
2022년 2월 22일의 양의 수익률 곡선

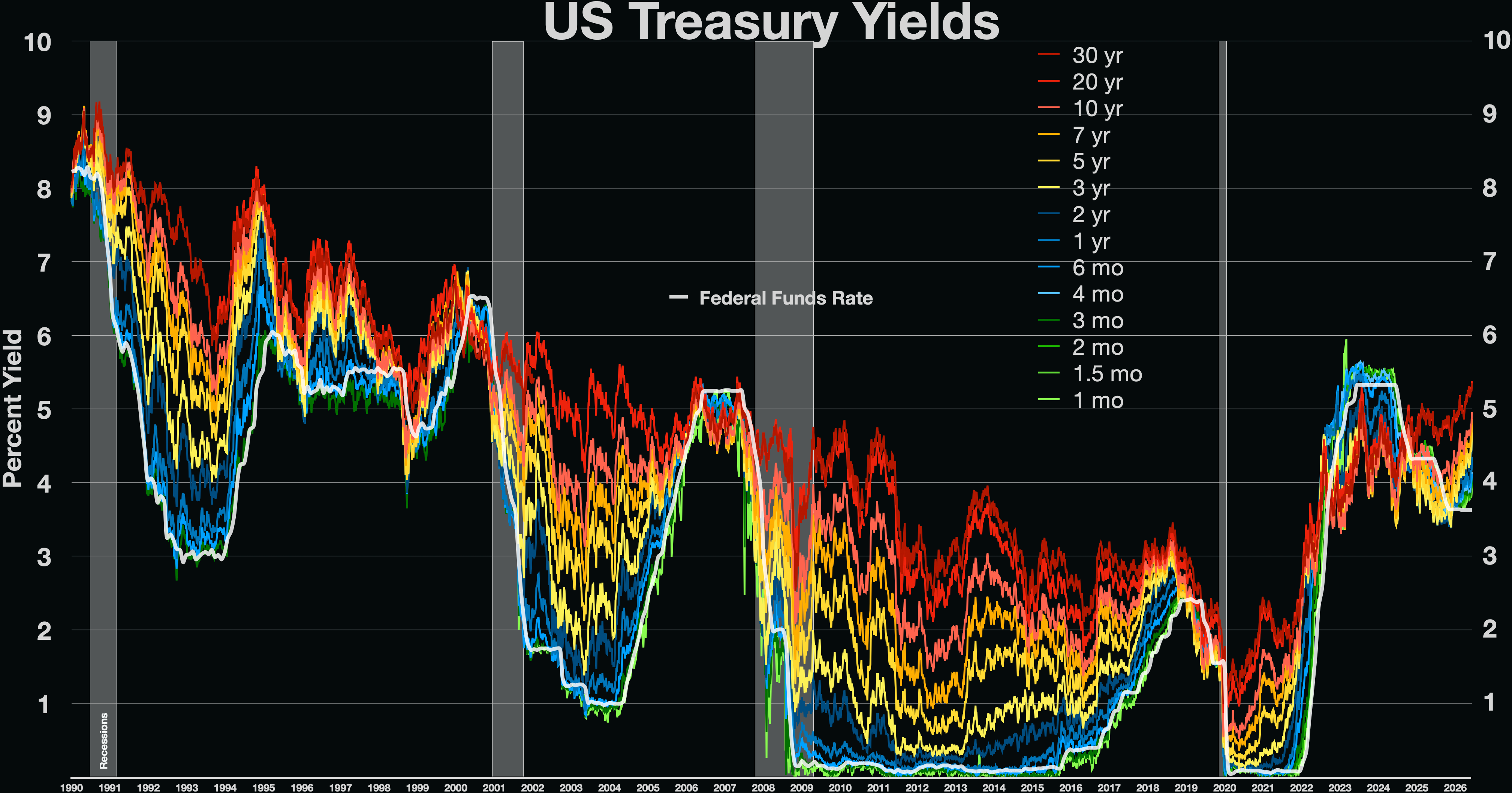
미국 재무부 이자율 대 페더럴 펀드 금리

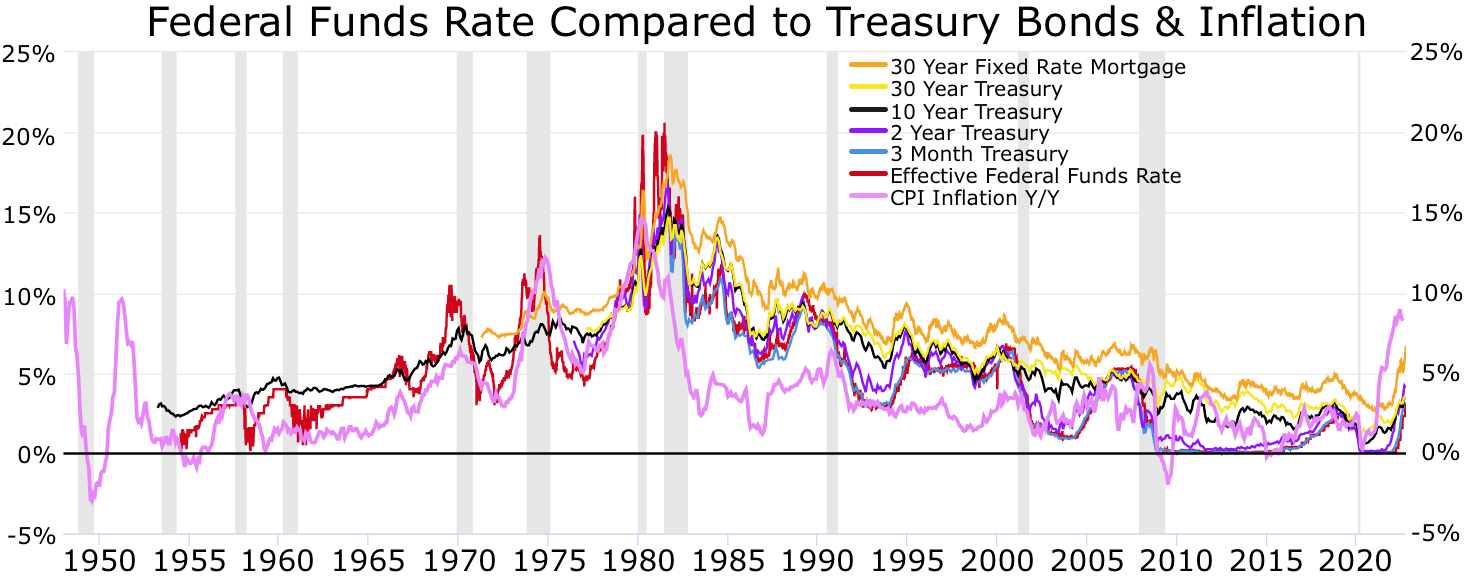
경기후퇴

금융에서 역수익률 곡선(영어: Inverted yield curve)은 단기 채무 상품(일반적으로 채권)의 수익률이 장기 채권보다 높은 수익률 곡선이다. 역수익률 곡선은 특이한 현상으로, 만기가 짧은 채권은 일반적으로 장기 채권보다 낮은 수익률을 제공한다.
수익률 곡선이 역전되었는지 확인하기 위해 10년 만기 미국 재무부 채권 수익률을 2년 만기 재무부 채권 또는 3개월 만기 재무부 단기 채권 수익률과 비교하는 것이 일반적이다. 10년 만기 수익률이 2년 또는 3개월 만기 수익률보다 낮으면 곡선이 역전된 것이다.

## 역사
"역수익률 곡선"이라는 용어는 캐나다의 경제학자인 캠벨 하비가 시카고 대학교에서 1986년에 쓴 박사 학위 논문에서 처음 사용했다.

## 원인 및 중요성
수익률 곡선이 역전되는 이유에는 여러 가지 설명이 있다. "기대 이론"은 수익률 곡선에 나타난 장기 금리가 예상되는 미래 단기 금리를 반영하며 이는 미래 경제 상황과 통화 정책에 대한 기대를 반영한다고 주장한다. 이러한 관점에서 역수익률 곡선은 투자자들이 미래의 특정 시점에 낮은 이자율을 예상한다는 것을 의미한다. 예를 들어, 경제가 경기후퇴에 진입할 것으로 예상되고 연방준비제도가 경제를 자극하고 경기후퇴에서 벗어나게 하기 위해 이자율을 인하할 때 그렇다. 이 시나리오에서 예상되는 미래 단기 금리가 현재 단기 금리보다 낮아지고 수익률 곡선은 역전된다.
관련된 설명은 이자 수입을 중시하는 투자자들이 경기후퇴, 연방준비제도 정책 변화 및 이자율 인하를 예상할 때, 소득 흐름을 보호하기 위해 장기 수익률을 고정하려고 노력한다는 것이다. 그 결과 장기 채권에 대한 수요가 증가하여 가격이 상승하고 장기 수익률이 하락한다.:87

## 경기순환
역수익률 곡선은 경기순환 또는 신용 순환에서 연방 기금 금리와 국채 금리가 높아 주기 내에서 경착륙 또는 연착륙을 유도하는 수축 단계이다. 경제 수축 후 연방 기금 금리와 이자율이 인하되면(물가 및 상품 안정화를 위해) 이는 경기 순환의 성장 및 확장 단계이다. 연방준비제도는 통화 공급을 간접적으로만 통제하며, 대출을 할 때 새로운 돈을 창조하는 것은 은행 자체이다(채무 기반 통화 제도). 연준은 연방 기금 금리와 환매조건부채권 (레포 시장)을 통해 이자율을 조작하여 은행이 얼마나 많은 새로운 돈을 창조하는지 통제하려고 노력한다.

## 선행 지표로서의 역할
역수익률 곡선은 제2차 세계 대전 이후 가장 신뢰할 수 있는 경제 경기후퇴 선행 지표 중 하나라고 흔히 언급되어 왔다. 이 주장의 옹호자들은 역전 현상이 경기후퇴 7개월에서 24개월 전에 나타나는 경향이 있다고 주장한다.:318 다른 이들은 회의적인 입장을 취하며, 역수익률 곡선이 경기후퇴를 예측하는 "반드시" 신뢰할 수 있는 지표가 아니거나, "과거 다섯 번의 경기후퇴 중 아홉 번"을 예측했다고 말한다.:86
2023년에는 인력 부족과 낮은 부채 수준 속에서 역전 현상이 발생하자, 그 예측력에 대한 광범위한 인식이 예측력을 떨어뜨리는지에 대한 의문이 제기되었다.
역대 가장 길고 깊은 국채 수익률 곡선 역전 현상은 2022년 7월에 시작되었는데, 연방준비제도가 2021~2023년 인플레이션 급등에 맞서 페더럴 펀드 금리를 급격히 인상했기 때문이다. 경제학자들과 시장 분석가들이 임박한 경기후퇴를 널리 예측했음에도 불구하고, 2024년 7월까지 경기후퇴는 현실화되지 않았고 경제 성장은 꾸준히 유지되었다. 그 달 실시된 로이터 설문조사에서는 경제학자들이 향후 2년 동안 경제가 계속 성장할 것으로 예상하는 것으로 나타났다. 앞서 실시된 채권 시장 전략가 설문조사에서는 대다수가 역전된 곡선이 더 이상 신뢰할 수 있는 경기후퇴 예측 지표가 아니라고 믿는 것으로 나타났다. 곡선은 2024년 6월부터 양의 영역으로 다시 가파르게 기울기 시작했는데, 이는 이전 역전 현상에서도 나타났던 현상이다. 도이체 방크 분석가들은 검토한 모든 이전 역전 현상에서 경기후퇴가 시작되기 전에 곡선이 다시 가파르게 기울어졌다는 것을 발견했다.

## 미국 이외 지역의 역수익률 곡선
|  |  |  |

|  |  |  |

|  |  |  |

|  |  |

## 같이 보기
- 오스트리아 경기순환이론
- 프리드먼의 K-퍼센트 규칙
- 제로 금리 정책
- 1970년대 상품 시장 호황
- 2000년대 상품 시장 호황
- 2020년대 상품 시장 호황
- 통화 주권
- 샴 규칙 - 경기후퇴를 예측하는 경제 지표
- 수익률 곡선 제어
- 테일러 준칙